# 코니스

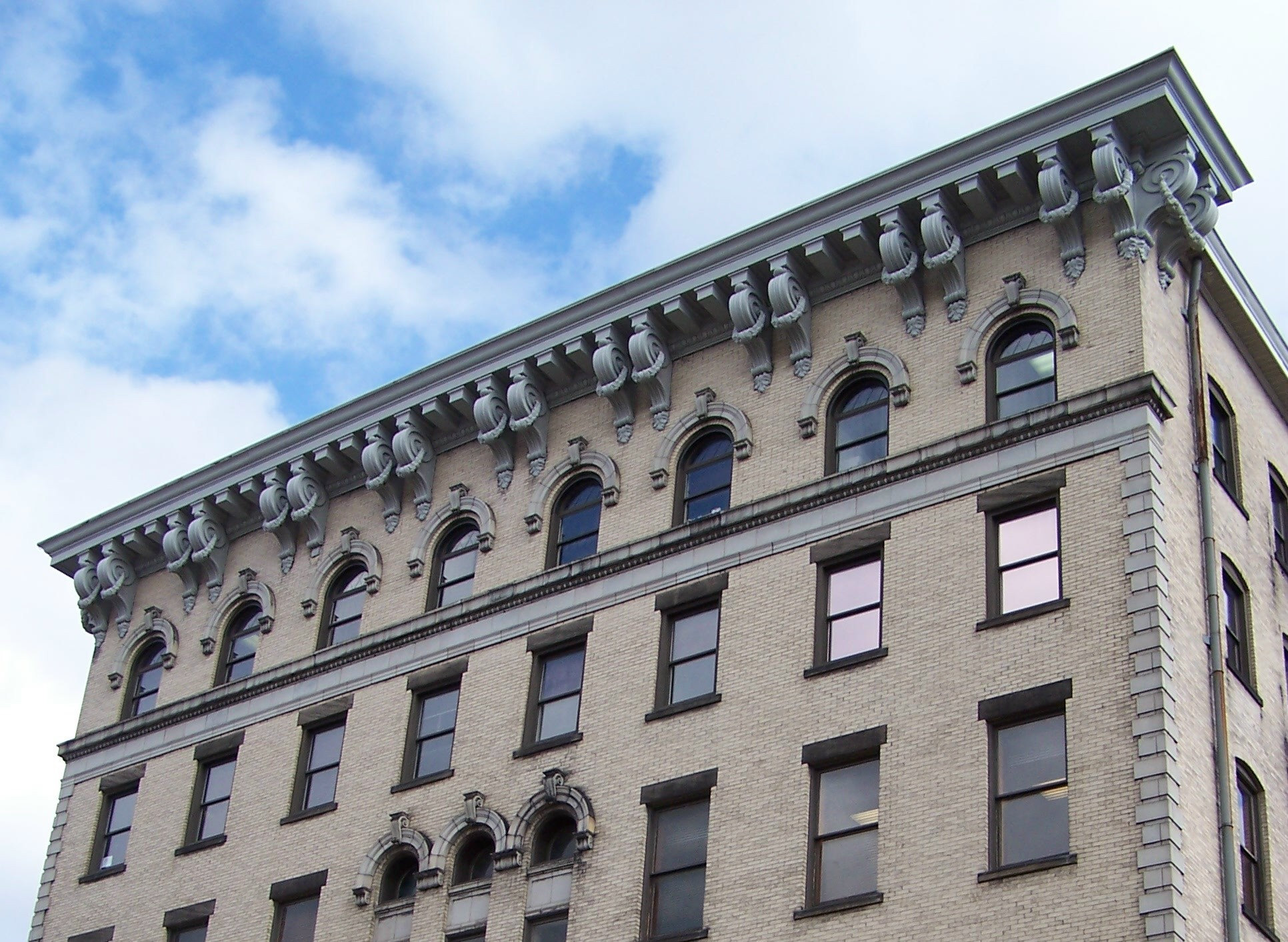
코니스의 예

코니스(영어: Cornice)란 건물의 처마 끝을 장식해주는 요소이다. 간단한 코니스는 돌림대로만 이루어져있기도 하다. 코니스의 기능은 건물의 벽에 빗물이 흘러내리지 않도록 하는 것이다. 주거용 건물에서도 천장 모서리 등에서 찾아볼 수 있으며, 주로 박공, 홈통 등으로 다루어진다.

## 같이 보기
- 처마